# NGC 915
NGC 915 is een spiraalvormig sterrenstelsel in het sterrenbeeld Ram. Het hemelobject werd op 5 september 1864 ontdekt door de Duitse astronoom Albert Marth.

## Synoniemen
- PGC 9232
- MCG 4-6-33
- ZWG 483.41
- NPM1G +26.0063